# Сюйліху
Сюйліху (кит.: 呴犛湖; д/н — бл. 10 до н. е.) — 7-й шаньюй держави хунну в 102—100 роках до н. е.

## Життєпис
Син шаньюя Їчжісє. Сюйліху є китайським аналогом імені. Про діяльність до отримання влади нічого невідомо. 102 року до н. е. після смерті небожа — шаньюя Ера — став новим володарем держави.
Своєю чергою ханські війська скористалися ситуацією, зайняли південні землі хунну, дійшовши до півдня озера Цзюйяньцзе, на півночі якого розташовувалася ставка шаньюя. Китайці спорудити декілька укріплень.
У відповідь Сюйліхоу напав на командирства на Дінсянь і Юньчжун, полонив багато людей, вбив чиновників, розграбував запаси срібла. За цим спалив нові укріплення, повернувши кордони до колишнього. Своєю чергою західний тукі-ван напав на Цзюцюань і Чжан'е, але китайський генерал Жень Вень відбив у нього всю здобич. Шаньюй спробував перехопити ханське військо, що поверталося з походу на Даюань, проте марно.
101 року до н. е. здійснив набіг на командорства Дінсян, Юньчжун, Чжан'є та Цзюцюань. Взимку 101/100 року до н. е. Сюйліху взяв в облогу фортецю Шофан в Ордосі, але захворів і помер. Новим шаньюєм став молодший брат — Цєдіхоу.